# Juridictions fédérales des États-Unis
Les juridictions fédérales des États-Unis sont les juridictions composant le système judiciaire fédéral américain. Elles sont établies par le gouvernement fédéral des États-Unis aux fins de statuer sur la constitutionnalité des lois fédérales et de juger d'autres différends concernant les lois fédérales.
Ces juridictions sont composées des tribunaux de l'article III (appelées tribunaux fédéraux) mais aussi d'autres entités juridictionnelles qui sont classées comme tribunaux de l'article I ou de l'article IV. Certaines de ces dernières entités sont également formellement désignées comme tribunaux, mais elles ne bénéficient pas de certaines protections accordées aux tribunaux de l'article III. Ces tribunaux sont décrits en référence à l'article de la Constitution des États-Unis dont découle l'autorité du tribunal. L'utilisation du terme « tribunal » dans ce contexte comme terme général pour englober à la fois les tribunaux et d'autres entités juridictionnelles provient de la section 8 de l'article I de la Constitution, qui accorde expressément au Congrès le pouvoir de constituer des tribunaux inférieurs à la Cour suprême des États-Unis.

## Tribunaux de l'article III
Les tribunaux de l'article III constituent le pouvoir judiciaire du gouvernement fédéral (défini par l'article III de la Constitution). Il s'agit de la Cour suprême, des cours d'appel fédérales, et des cours de district.

## Tribunaux de l'article I
Les tribunaux visés à l'article premier comprennent les cours de l'article premier (aussi appelées cours législatives) créées par le Congrès pour contrôler les décisions des organismes, les cours d'appel militaires, les cours martiales, les cours auxiliaires dont les juges sont nommés par les juges des cours d'appel visées à l'article III, ou les organismes administratifs et les juges de droit administratif (ALJ). Les juges de l'article premier ne bénéficient pas des mêmes protections que leurs homologues de l'article III. Par exemple, ces juges ne jouissent pas d'un mandat à vie et le Congrès peut réduire leur salaire.

## Tribunaux de l'article IV
Les tribunaux de l'article IV sont les cours territoriales des États-Unis, établies dans les territoires des États-Unis par le Congrès des États-Unis, en vertu du pouvoir que lui confère l'article quatre de la Constitution des États-Unis : la clause territoriale. De nombreuses cours territoriales des États-Unis ont disparu parce que les territoires relevant de leur compétence sont devenus des États ou ont été rétrocédés.